# Les Amours des années grises
Les Amours des années grises est une série télévisée française, en 20 épisodes de 26 minutes, diffusée à partir du 17 août 1981 sur Antenne 2.

## Synopsis
Cette série est une anthologie d'histoires d'amour pendant la Seconde Guerre mondiale.

## Distribution
De nombreux acteurs ont figuré dans la distribution de cette série, parmi lesquels :
- Christian Barbier
- Jean-Pierre Bernard
- Claude Marcault
- Erik Colin
- Frank David
- Jean-François Poron
- Christian Rauth
- Pascale Roberts
- Jean Turlier
- Jackie Sardou
- Pauline Larrieu
- Jérôme Foulon

## Épisodes
- Agnès de rien (17 août 1981)
- Joli cœur (28 septembre 1981)
- La colombe du Luxembourg (26 octobre 1981)
- La fontaine aux innocents (7 décembre 1981)
- Trois sans toit (21 décembre 1981)
- Mon village à l'heure allemande (4 janvier 1982)
- Histoire d'un bonheur (18 janvier 1982)
- La farandole (1er mars 1982)